# Boldizsár Bodor
Boldizsár Bodor (* 26. April 1982 in Pécs) ist ein ungarischer Fußballspieler.
Seit Bodor 18 war, spielt er im Ausland. Zunächst in Belgien bei Germinal Beerschot, anschließend sechs Jahre bei Roda im niederländischen Kerkrade. Nach Zwischenstationen bei OFI Kreta und 2012/13 erneut beim umbenannten und zu Ende jener Saison aufgelösten Beerschot AC wechselte er zu NAC Breda.
Zehnmal spielte Bodor für die ungarische Nationalmannschaft, sein Debüt gab er bei einem 2:0-Sieg in Kaiserslautern über die Auswahl des DFB, bei dem Gästetrainer Lothar Matthäus ihn in der Nachspielzeit einwechselte.